# Трухины
 Трухины  — деревня в Орловском районе Кировской области. Входит в состав Орловского сельского поселения.

## География
Расположена на расстоянии примерно 1 км по прямой на запад от юго-западной окраины райцентра города Орлова.

## История
Известна с 1710 года как починок Судниской с 1 двором, в 1763 (Шуклинской) 81 житель. В 1873 году здесь (Шуклинской или Трухины) дворов 13 и жителей 94, в 1905 9 и 46, в 1926 (деревня Трухины или Шуклинский) 12 и 35, в 1950 17 и 52, в 1989 16 жителей. Настоящее название утвердилось с 1939 года. С 2006 по 2011 год входила в состав Подгороднего сельского поселения.

## Население
Постоянное население составляло 6 человек (русские 100%) в 2002 году, 2 в 2010.